# Peter Handke
Peter Handke (Griffen, 6 december 1942) is een Oostenrijks toneelschrijver, dichter, romancier en essayist. In 2019 werd aan hem de Nobelprijs voor Literatuur toegekend.

## Leven
Handke werd in Karinthië geboren als zoon van een Karinthisch-Sloveense kokkin. Zijn biologische vader was een bankbediende die tijdens de Tweede Wereldoorlog soldaat was; zijn moeder huwde een trambestuurder uit Berlijn, en tussen zijn tweede en zesde levensjaar woonde Handke daar.
Hij ging echter naar de plaatselijke school in het Karinthische Griffen, en vervolgens naar een internaat te Tanzenberg (Sankt Veit), met de bedoeling priester te worden. Handke veranderde echter van school en ging naar Klagenfurt. Tussen 1961 en 1965 studeerde hij recht te Graz, waar hij lid werd van het Forum Stadtpark, waartoe ook Thomas Bernhard behoorde. Toen zijn eerste roman, Hornissen, gepubliceerd werd, brak hij zijn studie af. Vanaf 1966 leefde hij als vertaler en zelfstandig schrijver. Handke woonde langere tijd in Salzburg en in Chaville, maar reisde de wereld rond en verbleef langdurig in Alaska en Japan. In 1973 won hij de Georg-Büchner-Preis. In 1987 werd hem de Grote Oostenrijkse Staatsprijs en in 2019 de Nobelprijs voor Literatuur toegekend.
In 1966 viel hij op tijdens een vergadering van de Gruppe 47 in Princeton, waar
hij fulmineerde tegen de beschrijvingsdrang in de literatuur, waarmee hij bedoelde dat de taal een wereldopvatting is die de mens wordt opgelegd, een idee dat geïnspireerd is door de taalfilosofie van Wittgenstein. Zijn notoire toneelstuk Publikumsbeschimpfung keert de rollen van het theater om: de acteurs beschimpen het publiek, zonder dat er een handeling op de scène plaatsvindt. Veel van Handkes toneelstukken zijn als luisterspelen opgevat. Vooral zijn vroege periode toonde een verregaande neiging tot experimenteren met de mogelijkheden van de taal; Die Angst des Tormanns beim Elfmeter bevat symbolen en schrifttekens die geen inhoud hebben. Handke joeg velen tegen zich in het harnas met zijn uitgesproken estheticistische denkbeelden en afkeer van taalconventies: Kaspar, een op Kaspar Hauser gebaseerd toneelstuk, toont hoe iemand steeds geïndoctrineerd wordt, zoals de anderen te zijn, door voortdurend dezelfde zinnen te herhalen
(Kaspar is tevens een woordspeling op 'Kasperle', marionet).
In zijn latere werk poogt Handke de grens tussen realistisch verslag en fictie op te heffen; de totale afkeer van verhalen heeft hij losgelaten. Wunschloses Unglück is een soort biografie van zijn moeder, die zelfmoord pleegde; Der kurze Brief zum langen Abschied gaat over de scheiding van zijn vrouw. In 1976 zondert hij zich weer van de maatschappij af met Die linkshändige Frau, over een vrouw die, zonder aantoonbare reden, haar man verlaat. Daar het niet bevredigend beantwoorde waarom van deze roman het boek enigszins verzwakte, besloot Handke het zelf te verfilmen. De film werd in Cannes vertoond. Vanaf Langsame Heimkehr hanteerde Handke een orerende, plechtige toon. Veel van zijn essays worden als narcistische egotripperij afgedaan; zijn verslag van een reis naar Servië medio jaren negentig werd bekritiseerd, omdat hij, zoals werd verondersteld, zonder enige kennis van zaken de Joegoslavische Burgeroorlog zou beschrijven.
De verlening van de Nobelprijs aan Handke heeft tot internationale kritiek en verdeeldheid geleid, vanwege zijn eerdere stellingname tegen de Westerse oorlogshandelingen tegen Servië en zijn morele steun aan de Servische leider Slobodan Milošević. Nabestaanden van de ruim 7000 mannen die tijdens de Val van Srebrenica werden vermoord, hebben in december 2019 geprotesteerd bij de prijsuitreiking.
Handke is ongetwijfeld een van de meest bekende Oostenrijkse auteurs van de naoorlogse literatuur, ofschoon zijn eigengereide, soms snoeverige houding ten opzichte van de traditionele Oostenrijkse letteren en steun voor oorlogsmisdadigers een kamp van voor- en tegenstanders heeft gecreëerd.

## Werken in Nederlandse vertaling (selectie)
- Peter Handke: Gedicht aan de duur. Vert. door Huub Beurskens. Amsterdam, Koppernik, 2016. ISBN 978-94-92313-18-8
- Peter Handke: Nacht op de rivier. Een vertelling. Vert. door Gerrit Bussink. Amsterdam, Wereldbibliotheek, 2013. ISBN 978-90-284-2509-5
- Peter Handke: Kali. Een voorwinterverhaal. Vert. door Wil Hansen. Amsterdam, Wereldbibliotheek, 2009. ISBN 978-90-284-2287-2
- Peter Handke: Op een donkere nacht verliet ik mijn stille huis. Vert. door Hans Horn. Baarn, De Prom, 2000. ISBN 90-6801-614-8
- Peter Handke: De angst van de doelman voor de strafschop. Vert. door Gerrit Bussink. Utrecht, A.W. Bruna & Zoon, 1977. ISBN 90-229-7160-0
- Peter Handke: De linkshandige vrouw. Vert. door Gerrit Bussink. Utrecht, A.W. Bruna & Zoon, 1976. ISBN 90-229-7380-8

## Werken
- 1966 Publikumsbeschimpfung (toneel)
- 1966 Hornissen (proza)
- 1967 Der Hausierer (proza)
- 1968 Kaspar (toneel)
- 1968 Hörspiel (toneel)
- 1970 Die Angst des Tormanns beim Elfmeter (proza)
- 1971 Der Ritt über den Bodensee (toneel)
- 1972 Ich bin ein Bewohner des Elfenbeinturms (verhandelingen)
- 1972 Wunschloses Unglück (proza)
- 1972 Der kurze Brief zum langen Abschied (proza)
- 1973 Die Unvernünftigen sterben aus (toneel)
- 1974 Als das Wünschen noch geholfen hat (verhandelingen)
- 1975 Die falsche Bewegung (proza)
- 1975 Die Stunde der wahren Empfindung (proza)
- 1976 Die linkshändige Frau (proza; in 1978 verfilmd)
- 1977 Das Gewicht der Welt. Ein Journal (dagboek)
- 1979 Langsame Heimkehr (proza)
- 1980 Die Lehre der Sainte-Victoire (proza)
- 1981 Kindergeschichte (proza)
- 1983 Der Chinese des Schmerzes (proza)
- 1986 Die Wiederholung (proza)
- 1987 Nachmittag eines Schriftstellers (proza)
- 1989 Versuch über die Müdigkeit (proza)
- 1990 Versuch über die Jukebox (proza)
- 1991 Versuch über den geglückten Tag (proza)
- 1996 Eine winterliche Reise zu den Flüssen Donau, Morawa und Drina oder Gerechtigkeit für Serbien (proza); Sommerlicher Nachtrag zu einer winterlichen Reise
- 1997 Zurüstungen für die Unsterblichkeit. Königsdrama
- 1997 In einer dunklen Nacht ging ich aus meinem stillen Haus
- 1998 Am Felsfenster morgens. Und andere Ortszeiten 1982 - 1987
- 1999 Die Fahrt im Einbaum oder Das Stück zum Film vom Krieg
- 1999 Lucie im Wald mit den Dingsda
- 2000 Unter Tränen fragend. Nachträgliche Aufzeichnungen von zwei Jugoslawien-Durchquerungen im Krieg
- 2002 Der Bildverlust oder Durch die Sierra de Gredos
- 2002 Mündliches und Schriftliches. Zu Büchern, Bildern und Filmen 1992-2000
- 2003 Untertagblues. Ein Stationendrama
- 2003 Sophokles: Ödipus auf Kolonos
- 2004 Don Juan (erzählt von ihm selbst)
- 2005 Die Tablas von Daimel
- 2005 Gestern unterwegs
- 2007 Kali. Eine Vorwintergeschichte
- 2007 Die morawische Nacht
- 2009 Die Kuckucke von Velica Hoca, reportage over een Servische enclave in Kosovo
- 2010 Immer noch Sturm (door het Duitse theatermagazine Theater heute in 2012 uitverkozen tot "Deutschsprachiges Stück des Jahres")
- 2011 Der große Fall
- 2012 Die schönen Tage von Aranjuez. Ein Sommerdialog
- 2012 Versuch über den Stillen Ort
- 2013 Versuch über den Pilznarren. Eine Geschichte für sich
- 2015 Die Unschuldigen, ich und die Unbekannte am Rand der Landstraße. Ein Schauspiel in vier Jahreszeiten
- 2015 Tage und Werke. Begleitschreiben
- 2015 Notizbuch – 31. August 1978 – 18. Oktober 1978
- 2016 Vor der Baumschattenwand nachts. Zeichen und Anflüge von der Peripherie 2007–2015
- 2017 Die Obstdiebin – oder – Einfache Fahrt ins Landesinnere